# Euxoa terrena
Euxoa terrena là một loài bướm đêm trong họ Noctuidae.